# 二乙醇胺
二乙醇胺，英文縮寫為DEA或DEOA，為化學式HN(CH2CH2OH)2的一種有機化合物。在室溫下純二乙醇胺為白色固體，但其易潮解且易發生過冷現象的特性使得它有時呈現出的是無色透明液體狀。二乙醇胺作為仲胺及二醇，在有機合成上具有許多用途。與其他胺類化合物相似，二乙醇胺呈弱鹼性。

## 製備
可由氨水和環氧乙烷反應製備，產生乙醇胺、二乙醇胺及三乙醇胺，可通過改變反應物的比例控制產率。每年約有30萬噸的二乙醇胺是用此方法生產的。反應為放熱反應，反應過程需要控制，防止突然放熱引起失控。

## 用途
- 介面活性劑
- 腐蝕抑制劑
- 從天然氣中移除硫化氫及二氧化碳。在煉油廠中，二乙醇胺的水溶液被也廣泛用於移除硫化氫。
- 製備嗎啉的原料。

- 二乙醇胺與脂肪酸形成的醯胺是化妝品與洗潔劑中常用來起泡、增稠的成分，常見的如椰油醯二乙醇胺（Cocoamide DEA），被國際癌症研究機構歸類為可能對人類致癌的2B類致癌物[5]。

## 毒性
一項研究指出二乙醇胺會抑制幼鼠對膽鹼的吸收，其中膽鹼是腦發育所需的重要成分；然而在對人類的研究中發現塗抹含二乙醇胺的市售乳液一個月後血漿中所累積的二乙醇胺濃度卻仍遠低於能傷害老鼠腦發育的濃度。在另外一個研究中老鼠被長期暴露在高於150 mg/m3的二乙醇胺濃度下，也發現二乙醇胺造成了體重變化並對血液、肝、腎、睪丸產生影響。此外一個2009年的研究也發現二乙醇胺對水中生物潛在毒性。